# HMS Otter (S15)
Pour les autres navires du même nom, voir HMS Otter.
Le HMS Otter (pennant number : S15) est un sous-marin britannique de classe Oberon de la Royal Navy.

## Conception

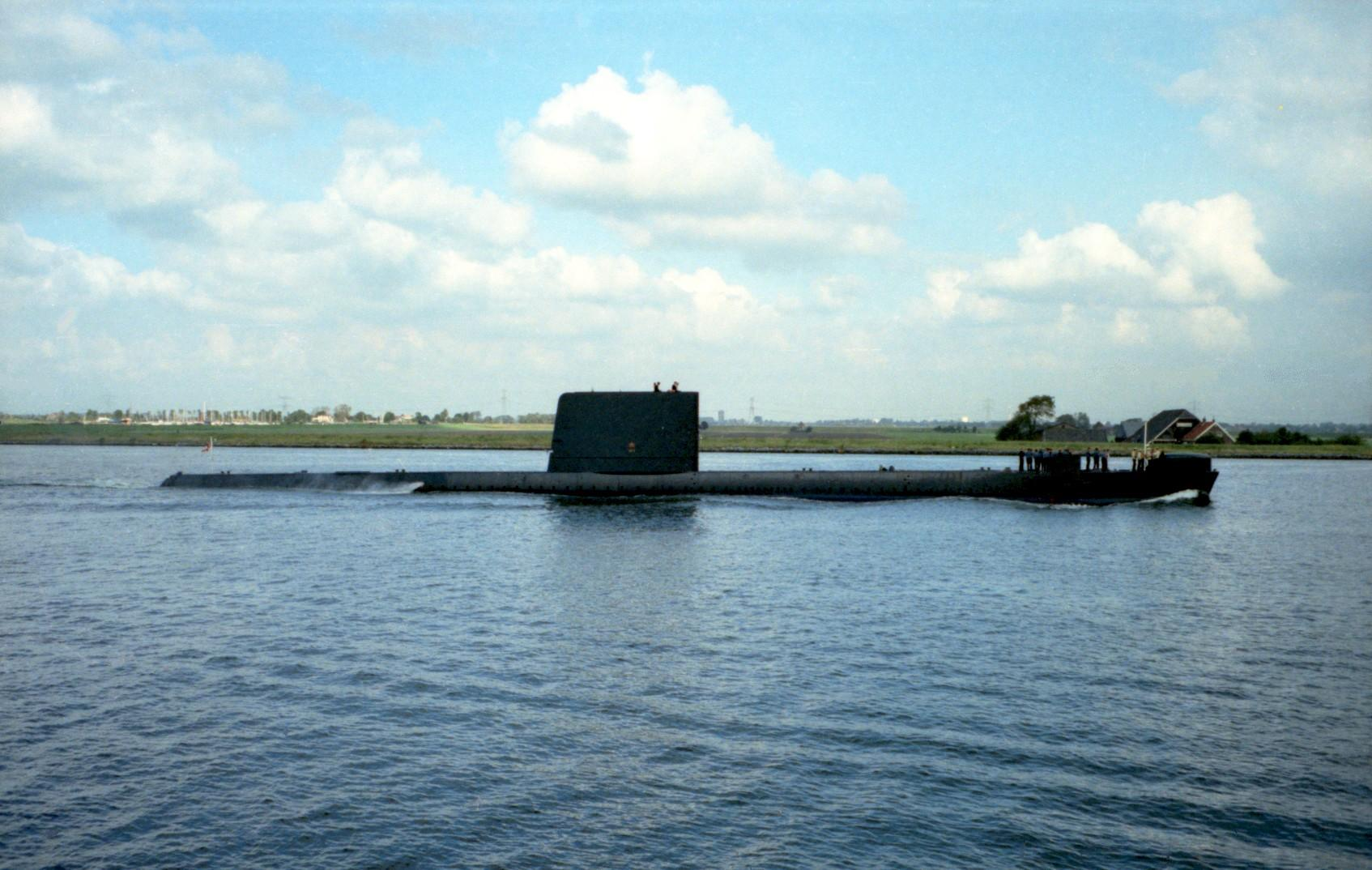
Photographie représentant un sous-marin de la marine royale de classe Oberon dans le canal de la mer du Nord en direction d'Amsterdam vers 1981.

La classe Oberon était une suite directe de la classe Porpoise, avec les mêmes dimensions et la même conception externe, mais des mises à jour de l'équipement et des accessoires internes, et une qualité d'acier supérieure utilisée pour la fabrication de la coque pressurisée. 
Conçus pour le service britannique, les sous-marins de classe Oberon mesuraient 241 pieds (73 m) de longueur entre perpendiculaires et 295,2 pieds (90 m) de longueur hors-tout, avec un maître-bau de 26,5 pieds (8,1 m) et un tirant d'eau de 18 pieds (5,5 m). Le déplacement standard était de 1 610 tonnes ; à pleine charge, il était de 2 030 tonnes en surface et 2 410 tonnes en immersion. Les machines de propulsion comprenaient 2 générateurs diesel Admiralty Standard Range 16 VTS et deux moteurs électriques de 3000 chevaux-vapeur (2 200 kW), chacun entraînant une hélice tripale de 7 pieds (2,1 m) de diamètre allant jusqu'à 400 tours par minute. La vitesse maximale était de 17 nœuds (31 km/h) en immersion et de 12 nœuds (22 km/h) en surface. Huit tubes lance-torpilles de 21 pouces (533 mm) de diamètre étaient installés, six tournés vers l'avant, deux vers l'arrière, avec une dotation totale de 24 torpilles. Les bateaux étaient équipés de sonars de type 186 et de type 187 et d'un radar de recherche de surface en bande I. L'effectif standard était de 68 hommes, 6 officiers et 62 marins.

## Engagements
Le HMS Otter a été construit par Scotts Shipbuilding and Engineering Company. Sa quille a été posée le 14 janvier 1960 et il a été lancé le 15 mai 1961. Il est mis en service dans la Royal Navy le 20 août 1962. il fut le seul sous-marin de classe Oberon muni d’une coque externe en acier doux, nécessaire lorsqu’il était déployé comme navire cible pour des attaques avec des torpilles d’entraînement.
Le HMS Otter a été retiré du service le 31 juillet 1991.